# Szász Pál (matematikus)
Szász Pál (Budapest, 1901. július 11. – Budapest, 1978. február 12.) matematikus, egyetemi tanár, a matematikai tudományok doktora (1957).

## Életpályája
Egyetemi tanulmányait a budapesti Pázmány Péter Tudományegyetemen végezte el. 1924-től Fejér Lipót tanítványa, majd tanársegédje volt, munkatársaként vett részt az analízis oktatásában. 1933-ban a Pázmány Péter Tudományegyetem magántanárrá habilitálta, 1943-ban rendkívüli tanári, 1950-ben intézeti tanári, 1952-ben docensi, 1958-ban egyetemi tanári kinevezést kapott. Emellett 1945-ig a budapesti tudományegyetem mellett működő Középiskolai Tanárképző Intézet tanára is volt. Csaknem fél évszázadon át a budapesti tudományegyetemen több matematikus nemzedéket tanított.

## Kutatási területei
A klasszikus analízis, főleg az approximációelmélet és a geometria alapjai, kiváltképpen a hiperbolikus geometria axiomatikus felépítése. Különösen az utóbbi témakörben elért eredményei tették nevét külföldön is ismertté. Kétkötetes analízis-tankönyve, mely a 2. kiadásban teljesen átdolgozva jelent meg, matematikusok több generációjának tan- és kézikönyve volt. A Bolyai János Matematikai Társulat tb. elnöke volt. Két fontos könyvet írt. Egyet a differenciál- és integrálszámításról 1935-ben, egyet pedig a nemeuklideszi geometriáról 1973-ban. Legfontosabbak a geometria Hilbert-féle axiómarendszerével kapcsolatos eredményei.

## Főbb munkái
- A differenciál- és integrálszámítás elemei (I–II., (Budapest, 1935; 2., átdolgozott kiadás, Budapest, 1951);
- Bevezetés a Bolyai–Lobacsevszkij-féle geometriába (Budapest, 1973).